# سانتياجو سيجورا
سانتياجو سيجورا (بالإسبانية: Santiago Segura) هو منتج أفلام ومقدم تلفزيوني وفنان قصص مصورة وكاتب وكاتب سيناريو ومخرج وممثل إسباني، ولد في 17 يوليو 1965 في إسبانيا.

## أعمال

### أفلام
- (1999) فتاة أحلامك
- (2002) بليد 2[5]
- (2003) أطراف أصابع القدم
- (2003) وراء إعادة التنشيط
- (2004) العميل كودي بانكس 2
- (2004) هلبوي[6]
- (2005) إل بروتكتور
- (2007) مانوليت
- (2008) ذا غولدن أرمي[7]
- (2011) جاك وجيل[8]
- (2013) حافة الهادي[9]
- (2016) ملكة إسبانيا

## وصلات خارجية
- سانتياجو سيجورا على موقع IMDb (الإنجليزية)
- سانتياجو سيجورا على موقع ألو سيني (الفرنسية)
- سانتياجو سيجورا على موقع ميوزك برينز (الإنجليزية)
- سانتياجو سيجورا على موقع تيرنر كلاسيك موفيز (الإنجليزية)
- سانتياجو سيجورا على موقع أول موفي (الإنجليزية)
- سانتياجو سيجورا على موقع قاعدة بيانات الأفلام السويدية (السويدية)
- سانتياجو سيجورا على موقع إن إن دي بي (الإنجليزية)
- سانتياجو سيجورا على موقع قاعدة بيانات الفيلم (الإنجليزية)
- سانتياجو سيجورا على موقع كينوبويسك (الروسية)